# Myriameter

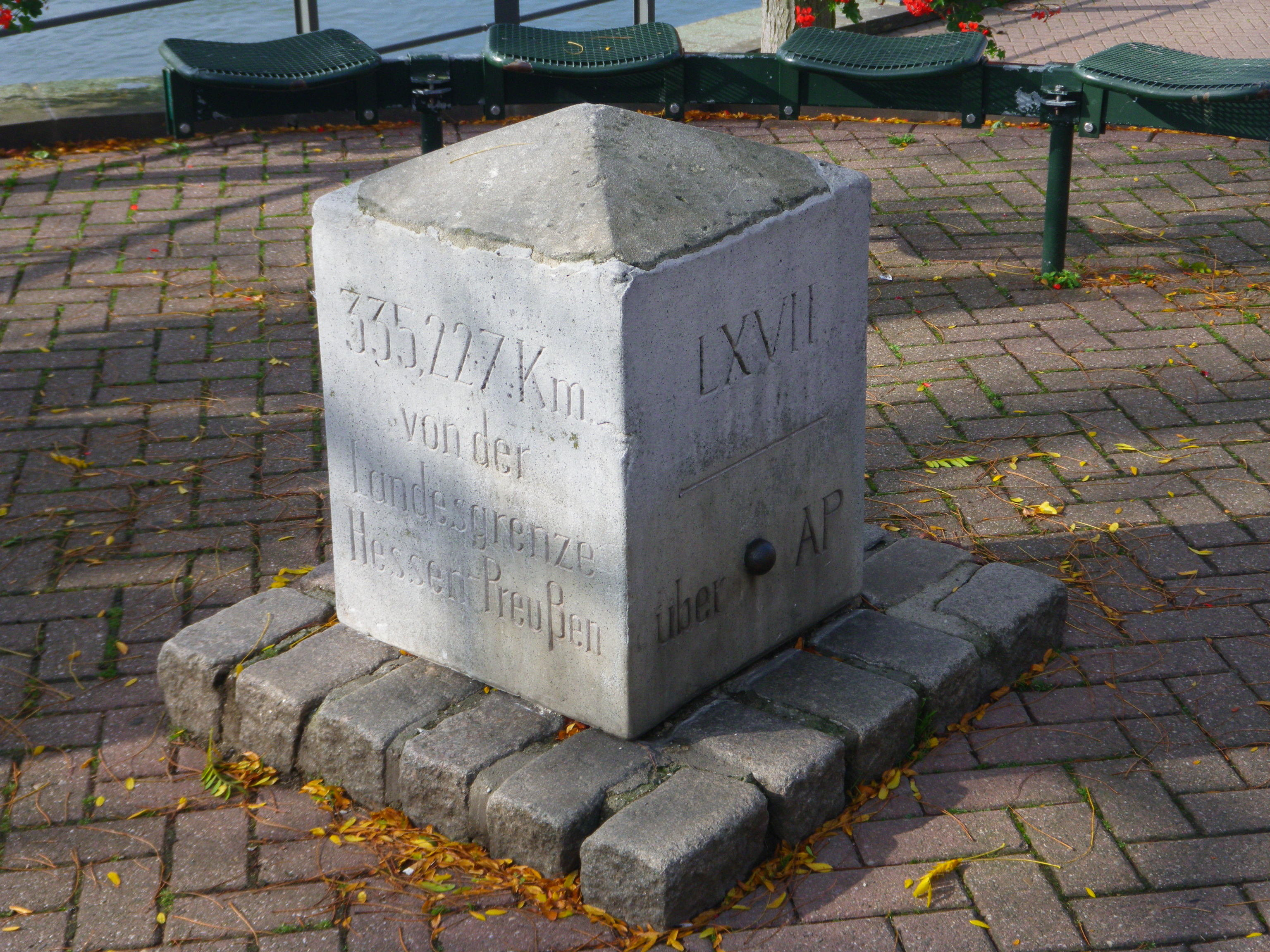
Myriameterstein Rees

De myriameter is een verouderde eenheid van lengte, gelijk aan 10.000 meter. De eenheid was opgenomen in het oorspronkelijke metrieke stelsel dat door Frankrijk was opgesteld in 1795.
De myriameter werd tijdens de elfde Conférence Générale des Poids et Mesures (CGPM) (Conferentie voor gewichten en maten) in 1960 niet opgenomen in het SI-stelsel. De myriameter is nog wel te vinden in onder andere negentiende-eeuwse treintarieven en de huidige Belgische wetgeving. In Zweden en Noorwegen wordt de eenheid nog regelmatig gebruikt, onder de naam 'mil' (Noors-Zweedse mijl).
In Duitsland zijn langs de Rijn vanaf Bazel tot en met Rees bij de Nederlandse grens, om de tien kilometer nog altijd de zogeheten myriameterstenen te vinden. De in totaal 67 stenen zijn in de Pruisische tijd rond 1870 aangebracht over de gehele lengte van de Rijn ter markering en ten dienste van het scheepvaarttransport en de plaatselijke tolheffingen.